# Успение Богородично (Горенци)
Вижте пояснителната страница за други значения на Успение Богородично.
„Успение Богородично“ (на гръцки: Ναός της Κοιμήσεως της Θεοτόκου) е православна църква, разположена в костурското село Горенци (Корисос), Егейска Македония, Гърция. Църквата е главен храм на Горенското архиерейско наместничество на Костурската епархия.

## Местоположение
Църквата е разположена в центъра на селото.

## История
Църквата е построена в 1853 година.